# Moulin Bardin
Pour les articles homonymes, voir Bardin.
Le moulin Bardin est un ancien moulin à eau ayant servi à écraser du blé pour faire de la farine, situé à Amilly dans le département du Loiret en région Centre-Val de Loire.

## Présentation
Démoli et reconstruit sur les fondations anciennes en 1860, le moulin Bardin possède toujours sa roue à aubes. Il est situé entre le Loing et le chemin de halage du canal de Briare ; une passerelle métallique, au-dessus du canal, permet de relier le moulin à la maison d'habitation attenante.

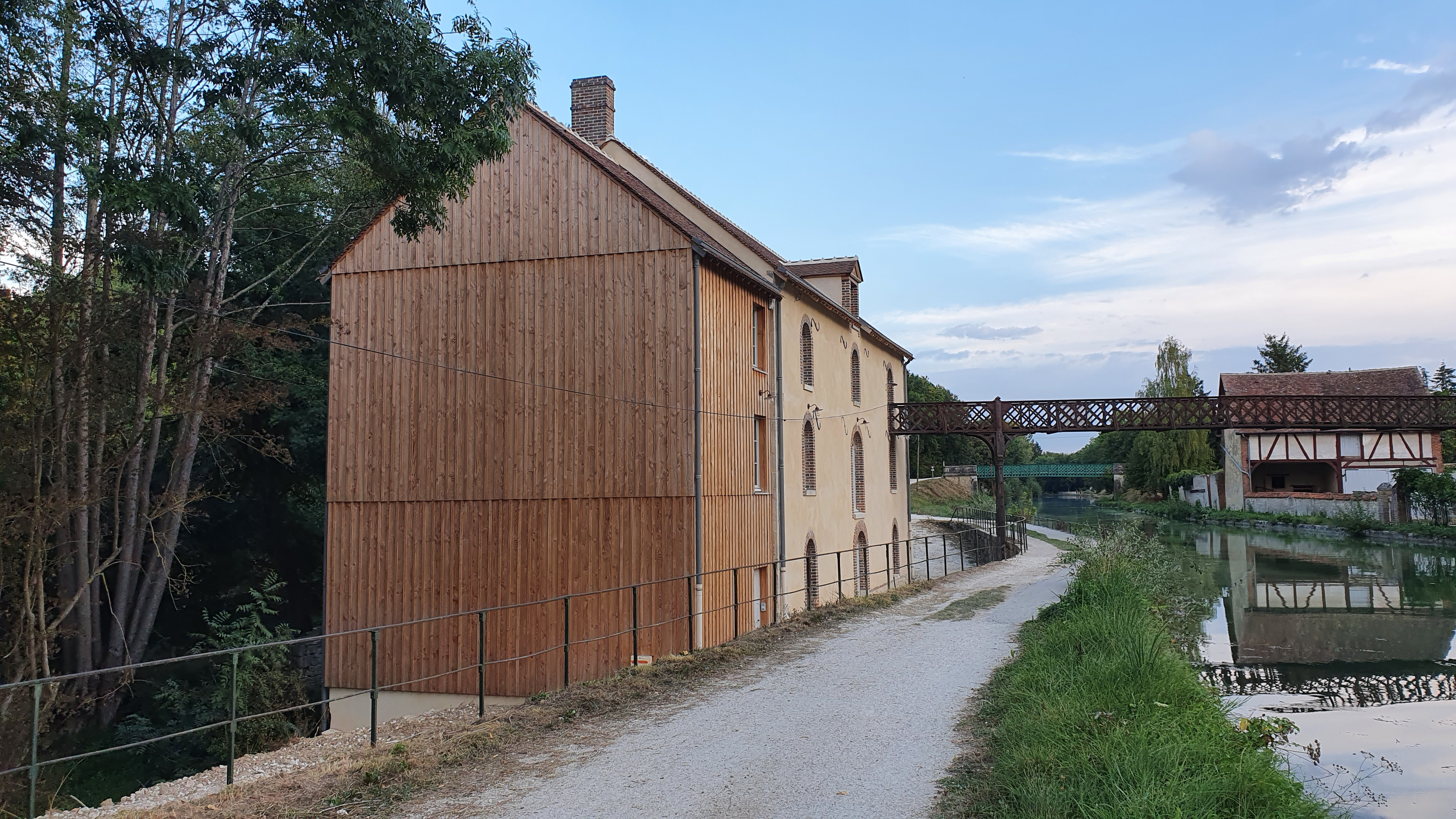
Le moulin Bardin le 19 septembre 2020, juste après l'enlèvement des barrières de chantier.

Le moulin est inscrit au titre des monuments historiques depuis le 3 mars 1991.

## Histoire
Le site du moulin, sur le Loing, est aménagé depuis probablement le haut Moyen Âge.
La première mention du moulin Bardin dans un texte est daté de 1505,.
D'après Gaston Leloup dans un bulletin de la Société d'émulation de l'arrondissement de Montargis, il est indiqué que « dans une transaction est évoqué pour la première fois le moulin de Pollemier, détenu par Pierre Bardin, sans autre précision ». À cette époque, deux moulins sont présents sur le site : l'un à blé, sur la rive ouest du Loing ; l'autre à tan, à l'est. Le premier relevait du prieur de Sainte-Catherine-de-Mercy à Pannes, lui-même dépendant du prieuré de Notre Dame de Flotin à Nibelle ; le second des sœurs dominicaines d'Amilly. Le moulin est transmis de Pierre Bardin à ses fils Jean et Pierre, tous deux avocats.
Un texte daté de 1550 mentionne le « moulin Bardin et d'ancienneté le moulin Pollemier ». Le moulin est transmis aux descendants, les Saiget, puis les Lecellier, eux aussi échevins de Montargis à plusieurs reprises à la fin du XVIe siècle.
Au début du XVIIe siècle, la propriété et les droits seigneuriaux appartiennent à la même personne : Henri de Birat, seigneur de la Chize.
En 1639, la compagnie des seigneurs du canal de Loire en Seine rachète le moulin Bardin à Henri de Birat. Il est précisé sur l'acte que les acheteurs « pourront faire passer le canal au travers de la cour, desmolir la maison où est le meunier et partie du moulin à tan ». Le canal de Briare, qui relie les bassins de la Loire et de la Seine, est alors en fin de construction. Le canal creusé à l'époque mesure quelques mètres de large, la moitié d'aujourd'hui et sa profondeur est d'1,20 m. Le site est modifié ; la maison du meunier est reconstruite sur la rive opposée de celle du moulin et un pont-levis est installé en amont de l’emplacement de la passerelle pour permettre au meunier de circuler, avec pour lui la contrainte de le laisser levé pour que la voie soit libre. La compagnie reste propriétaire du moulin pendant 220 ans.
En 1710, l'édification d'un grand moulin à tan à Montargis entraîne la disparition de celui d'Amilly.
En 1830, la loi de modernisation des voies navigables de Louis Becquey, Directeur général des ponts et chaussées
et des mines, impose de nouvelles modifications ; le canal est recreusé pour atteindre une profondeur de 1,60 m et probablement élargi. Le moulin à tan, encore présent sur le cadastre en 1824, disparaît. Le pont-levis est remplacé par un pont tournant, lui aussi manœuvré par le meunier.
En 1860, l'actuel moulin est construit à l'emplacement des précédents.
En 1875, la roue à aubes entraînée par-dessous est élargie.
En 1885, les voies d'eau adoptent le gabarit Freycinet : la profondeur passe à 2,20 m et le canal est encore élargi. Un pont métallique est construit à quelques dizaines de mètres du site et une passerelle de même nature est installée entre le moulin et la maison du meunier.
En 1970, le moulin à blé cesse son activité.
En 1991, la passerelle est inscrite sur la liste des monuments historiques avec le moulin et ses machines, comme témoin de l'évolution de la meunerie, passant d'un système artisanal à un système industriel à la fin du XIXe siècle.
En 2010, le moulin devient la propriété de la commune d'Amilly.
L'association de sauvegarde et d'animation du moulin Bardin d'Amilly est créée le 30 janvier 2016  et depuis cette date s'emploie à faire revivre ce patrimoine industriel. 
En 2019, des travaux de réhabilitation du bâti commencent.
À l'automne 2020, les travaux extérieurs sont achevés. Le nettoyage intérieur se poursuit. Un laboratoire avec du matériel des années 1930 a été installé. Le moulin a rouvert pour les Journées du patrimoine 2022, les 17 et 18 septembre.